# Bruce A. Ackerman

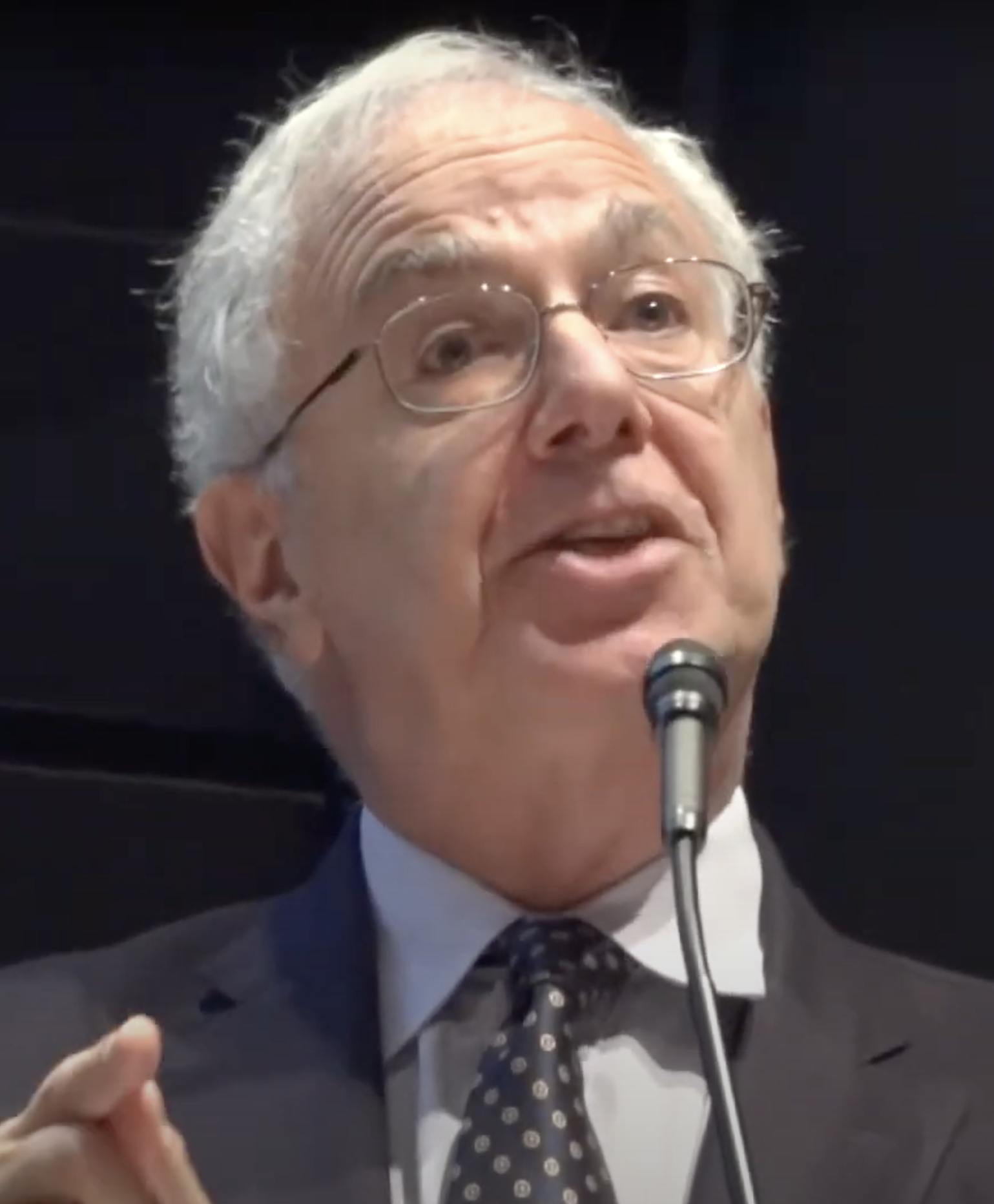
Bruce A. Ackerman, 2017

Bruce Arnold Ackerman (* 19. August 1943) ist ein US-amerikanischer Philosoph und einer der führenden US-Verfassungsrechtler.

## Biografie
Bruce A. Ackerman erhielt 1967 den LL.B.-Degree an der Law School der Yale University. Von 1973 bis 1974 war er Professor of Law and Public Policy Analysis an der University of Pennsylvania. Danach wirkte er bis 1982 als Professor an der Yale University. 1980 publizierte er Social Justice in a Liberal State, neben John Rawls A Theory of Justice eines der wichtigsten Werke neuerer Autoren zur sozialen Gerechtigkeit. Von 1982 bis 1987 hatte Ackerman die Charles Keller Beekman Professur of Law and Philosophy der Columbia University inne. Seitdem ist er Sterling Professor für Rechts- und Politikwissenschaften in Yale. Im akademischen Jahr 1991/92 war er Fellow des Wissenschaftskollegs zu Berlin.
Bruce Ackerman gilt als Begründer das Konzeptes der Teilhabegesellschaft. 1986 wurde er in die American Academy of Arts and Sciences gewählt.
Er ist verheiratet mit Susan Rose-Ackerman.

## Werke
Er hat 15 Bücher und mehr als 80 Artikel geschrieben.
Hier eine Auswahl:
- Social Justice in the Liberal State. University Press, New Haven, Conn. 1980, ISBN 0-300-02439-8.
- Ein neuer Anfang für Europa. Nach dem utopischen Zeitalter („The future of liberal revolution“, 1992). Siedler Verlag, Berlin 1993, ISBN 3-88680-477-1.
- Die Stakeholder-Gesellschaft. Ein Modell für mehr Chancengleichheit („The stake-holder society“, 1999). Campus-Verlag, Frankfurt/M. 2001, ISBN 3-593-36835-8 (zusammen mit Anne Alstott).
- Argumente für das Stakeholding. Heinrich-Böll-Stiftung, Berlin 2002 (Texte zur Einmischung; Bd. 1).
- The Failure of the Founding Fathers: Jefferson, Marshall, and the Rise of Presidential Democracy. Belknap, Cambridge 2005, ISBN  978-0-674-01866-2.
- Before the Next Attack: Preserving Civil Liberties in an Age of Terrorism. Yale University Press, New Haven 2007, ISBN 978-0-300-12266-4.